# Dreamtime Live at the Lyceum
Dreamtime Live at the Lyceum è un album dal vivo del gruppo musicale britannico The Cult, pubblicato nel 1986.

## Tracce
Side A
1. 83rd Dream
2. Gods Zoo
3. Bad Medicine
4. Dreamtime

Side B
1. Christians
2. Horse Nation
3. Bone Bag
4. Brothers Grimm
5. Moya